# Thulehuset, Umeå
För andra betydelser, se Thulehuset.

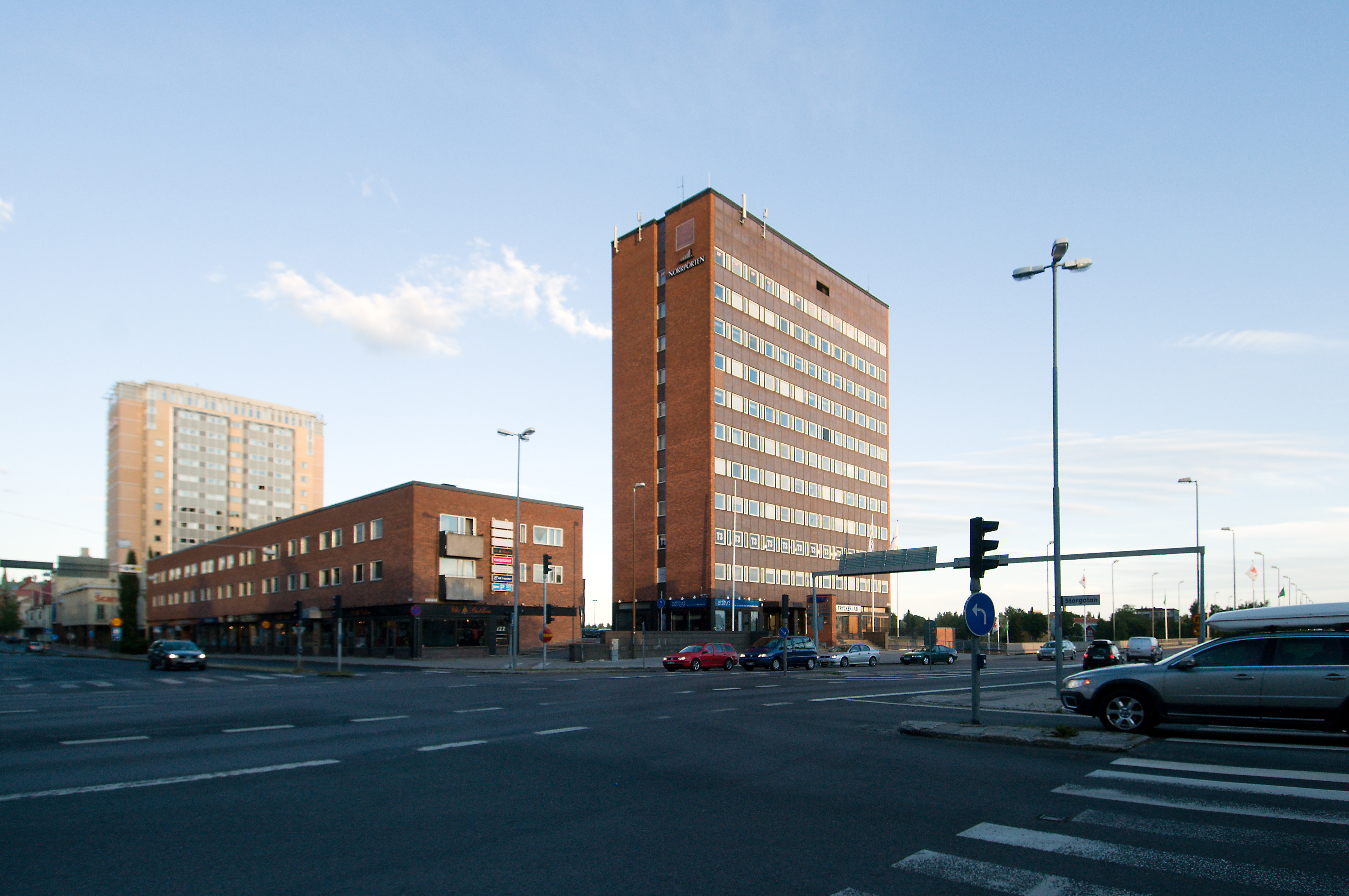
Thulehuset i förgrunden och Scandic Plaza i bakgrunden

Thulehuset är en av Umeås högsta byggnader, beläget vid Tegsbrons norra fäste i korsningen Storgatan/Västra Esplanaden.
Thulehuset har fått namn efter försäkringsbolaget Thulebolagen som uppförde byggnaden 1958, mittemot det likaledes nybyggda Köpmännens hus med Hotell Esplanad. Thulehuset ritades av arkitektbyrån Ancker-Gate-Lindegren.
I Thulehuset ryms bland andra internetleverantören T3 och säkerhetsföretaget G4S.  
I ett projekt som innefattar utbyggnad av kvarteret Magne finns planer på en påbyggnad på Thulehuset med en våning. Ett 13-våningshus planeras även byggas i vinkel mot Thulehuset med en inglasad gång mellan.